# 里奥夫里奥
里奥夫里奥，是西班牙卡斯蒂利亚-莱昂阿维拉省的一个市镇。 总面积66km2, 总人口312人（2001年），人口密度5人/km2。